# Serafijn (bier)
Serafijn is een Belgisch bier. Het bier wordt door De Proefbrouwerij gebrouwen in opdracht van Brouwerij Serafijn, gevestigd te Itegem.

## Achtergrond
Na een aantal jaren experimenteren begon Achilles Van de Moer in 1999 thuis bieren te brouwen in zijn eigen microbrouwerij. De bieren noemde hij “Serafijn”. Intussen worden de bieren niet meer thuis gebrouwen, maar in De Proefbrouwerij in Lochristi. Alle bieren zijn van hoge gisting, met hergisting in de fles.

## De bieren
- Serafijn Blond is een blond bier van hoge gisting met een alcoholpercentage van 6,2%.
- Serafijn Donker is een bruin bier van hoge gisting met een alcoholpercentage van 8%.
- Serafijn Grand Cru is een amberkleurig bier van hoge gisting met een alcoholpercentage van 9%.
- Serafijn Kerstlicht is een amberkleurig bier van hoge gisting met een alcoholpercentage van 7%. Dit bier is jaarlijks verkrijgbaar vanaf 1 november.